# Tadao Oda
Tadao Oda (jap. 小田 忠雄, Oda Tadao; * 1940 in Kyoto) ist ein japanischer Mathematiker, der sich mit algebraischer Geometrie befasst.
Oda studierte an der Universität Kyōto mit dem Bachelorabschluss 1962 und  dem Masterabschluss 1964. Er wurde 1967 bei David Mumford an der Harvard University promoviert (Abelian varieties over a perfect field and Dieudonné Modules). 1964 bis 1968 war er Assistent an der Universität Nagoya und 1967/68 Instructor in Harvard. 1968 wurde er Assistenzprofessor an der Universität Nagoya und 1975 Professor an der Universität Tōhoku. 2003 emeritierte er.
Er gehörte zu den Begründern der Theorie torischer Varietäten in der algebraischen Geometrie in den 1970er Jahren und schrieb darüber ein Lehrbuch.

## Schriften
- Convex bodies and algebraic geometry, Ergebnisse der Mathematik und ihrer Grenzgebiete, Springer Verlag 1988, SUB Göttingen
- als Herausgeber: Algebraic Geometry, Sendai 1985, North Holland 1987
- Lectures on torus embeddings and applications (based on joint work with Katsuya Miyake), Tata Institute of Fundamental Research, Springer Verlag 1985